# Rincon Mountain Foothills Archeological District
 (juin 2020).
Le Rincon Mountain Foothills Archeological District est un district historique américain dans le comté de Pima, en Arizona. Situé dans la partie basse des monts Rincon, dans le parc national de Saguaro, il est inscrit au Registre national des lieux historiques depuis le 16 octobre 1979.